# Anastasija Samoilova
Anastasija Kravčenoka Samoilova (Daugavpils, 19 de janeiro de 1997) é uma jogadora de voleibol de praia da Letônia.

## Carreira
No ano de 2013 começou a parceria com Tīna Graudiņa e na edição do Mundial Sub-21 de 2017 em Nanquim terminaram na quinta posição, mesma posição que ocuparam na edição do Campeonato Europeu Sub-22 no mesmo ano sediado em Baden.
Em 2016 disputou em Salonica a edição do Campeonato Europeu Sub-22 com Tina Graudina e conquistaram a medalha de ouro e na edição de 2018 em Jūrmala conquistaram o vice-campeonato.
Em 2 de setembro de 2022 ela se casa com Mihails Samoilovs, jogador de vôlei de praia 

## Títulos e resultados
- Challenge de Recife do Circuito Mundial de 2024
- Elite 16 de Gstaad do Circuito Mundial de 2024
- Elite 16 de Ostrava do Circuito Mundial de 2024
- Elite 16 de Doha do Circuito Mundial de Vôlei de Praia de 2024